# 几何中心

三角形的中心

n 维空间中一个对象X的几何中心或形心是将X分成矩相等的两部分的所有超平面的交点。非正式地说，它是X中所有点的平均。如果一個物件質量分佈平均，形心便是重心。
如果一个对象具有一致的密度，或者其形状和密度具有某种对称性足以确定几何中心，那么它的几何中心和质量中心重合，该条件是充分但不是必要的。
有限个点总存在几何中心，可以通过计算这些点的每个坐标分量的算术平均值得到。这个中心是空间中一点到这有限个点距离的平方和的唯一最小值点。点集的几何中心在仿射变换下保持不变。

## 性質
一个凸对象的几何中心总在其内部。一个非凸对象的几何中心可能在外部，比如一个环或碗的几何中心不在内部。

## 三角形的中心
形心是三角形的幾何中心，是指三角形的三條中线（頂點和對邊的中點的連線）交點。

### 三條中線共點證明
用塞瓦定理逆定理可以直接證出：
{\displaystyle {\frac {BE}{EC}}\cdot {\frac {CF}{FA}}\cdot {\frac {AD}{DB}}={\frac {1}{1}}\cdot {\frac {1}{1}}\cdot {\frac {1}{1}}=1}
因此三線共點。

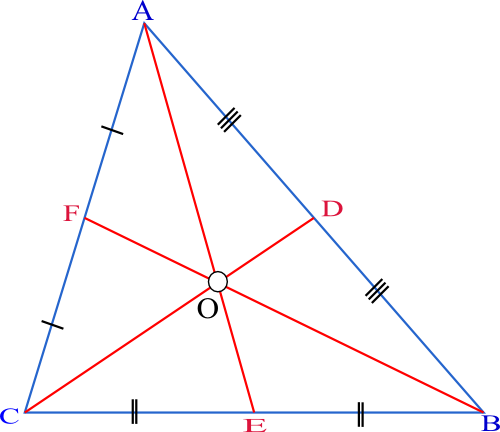
三條中線共點證明

中心分每条中线比为2:1，这就是说距一边的距离是该边相对顶点距该边的1/3。如右图所示：
如果三角形是由均匀材料做成的薄片，那么几何中心也就是质量中心。它的笛卡尔坐标是三个顶点的坐标算术平均值。也就是说，如果三顶点位于{\displaystyle (x_{a},y_{a})}，{\displaystyle (x_{b},y_{b})}，和{\displaystyle (x_{c},y_{c})}，那么几何中心位于：
{\displaystyle {\Big (}{\begin{matrix}{\frac {1}{3}}\end{matrix}}(x_{a}+x_{b}+x_{c}),\;{\begin{matrix}{\frac {1}{3}}\end{matrix}}(y_{a}+y_{b}+y_{c}){\Big )}={\begin{matrix}{\frac {1}{3}}\end{matrix}}(x_{a},y_{a})+{\begin{matrix}{\frac {1}{3}}\end{matrix}}(x_{b},y_{b})+{\begin{matrix}{\frac {1}{3}}\end{matrix}}(x_{c},y_{c})}

### 中心分中线为2:1的证明
设三角形ABC的中线AD，BE和CF交于三角形的中心G，延长AD至点O使得
{\displaystyle AG=GO.\,}
那么三角形AGE和AOC 相似（公共角A，AO = 2 AG，AC = 2 AE），所以OC平行于GE。但是GE是BG的延长，所以OC平行于BG。同样的，OB平行于CG。
从而图形GBOC是一个平行四边形。因为平行四边形对角线互相平分，对角线GO和BC的交点使得GD = DO，这样 
{\displaystyle GO=GD+DO=2GD.\,}
所以，{\displaystyle AG=GO=2GD\,}，或{\displaystyle AG:GD=2:1\,}，这对任何中线都成立。

### 性質
- 三角形的重心與三頂點連線，所形成的三個三角形面積相等。
- 頂點到重心的距離是中線的{\displaystyle {\tfrac {2}{3}}}。
- 外心{\displaystyle O}、重心{\displaystyle G}、九點圓圓心{\displaystyle F}、垂心{\displaystyle H}四點依次序共線，其中{\displaystyle OG:GF:FH=2:1:3}，此線稱為歐拉線。
- 內心{\displaystyle I}、重心{\displaystyle G}、斯俾克心{\displaystyle S}、奈格爾點{\displaystyle N}四點依次序共線，其中{\displaystyle IG:GS:SN=2:1:3}，此線稱為奈格爾線。
- 三角形的重心同時也是中點三角形的重心。
- 在直角座標系中，若頂點的座標分別為{\displaystyle (x_{1},y_{1})}、{\displaystyle (x_{2},y_{2})}、{\displaystyle (x_{3},y_{3})}，則重心的座標為：

{\displaystyle \left({\frac {x_{1}+x_{2}+x_{3}}{3}},{\frac {y_{1}+y_{2}+y_{3}}{3}}\right)}
- 三線坐標中、重心的座標為：

{\displaystyle bc:ca:ab={\frac {1}{a}}:{\frac {1}{b}}:{\frac {1}{c}}=\csc A:\csc B:\csc C}
- 重心坐標中、重心的座標為：

{\displaystyle 1:1:1}
- 三角形的重心的等截共轭点也是三角形重心自己。
- 三角形的重心的等角共轭点称为类似重心。

## 四面体的中心
类似三角形的中心的结论对四面体也成立，四面体的几何中心是所有顶点和相对平面中心的连线的交点。这些线段被中心分成3:1。这个结论能自然推广到任何{\displaystyle n}-维单形。如果单形的顶点集是{\displaystyle {v_{0},...,v_{n}}}，将这些顶点看成向量，几何中心位于：
{\displaystyle {\frac {1}{n+1}}\sum _{i=0}^{n}v_{i}\;.}

## 多边形的中心
一个由 {\displaystyle N} 个顶点 {\displaystyle (x_{i},y_{i})} 确定的不自交闭多边形的中心能如下计算：
记号 {\displaystyle (x_{N},y_{N})} 与顶点 {\displaystyle (x_{0},y_{0})} 相同。多边形的面积为：
{\displaystyle A={\frac {1}{2}}\sum _{i=0}^{N-1}(x_{i}\ y_{i+1}-x_{i+1}\ y_{i})}
多边形的中心由下式给出：
{\displaystyle C_{x}={\frac {1}{6A}}\sum _{i=0}^{N-1}(x_{i}+x_{i+1})(x_{i}\ y_{i+1}-x_{i+1}\ y_{i})}
{\displaystyle C_{y}={\frac {1}{6A}}\sum _{i=0}^{N-1}(y_{i}+y_{i+1})(x_{i}\ y_{i+1}-x_{i+1}\ y_{i})}

## 有限点集的中心
给定有限点集  {\displaystyle x_{1},x_{2},\ldots ,x_{k}}属于{\displaystyle \mathbb {R} ^{n}}，它们的中心定义{\displaystyle C}为
{\displaystyle C={\frac {x_{1}+x_{2}+\cdots +x_{k}}{k}}}。

## 面积中心
面积中心和质量中心非常类似，面积中心只取决于图形的几何形状。如果物体是均匀的，质量中心将位于面积中心。
对于两部分组成的图形，将有如下等式：
{\displaystyle {\overline {y}}={\dfrac {{\overline {y_{1}}}A_{1}+{\overline {y_{2}}}A_{2}}{A_{1}+A_{2}}}}
{\displaystyle {\overline {y}}}是特定部分的面积中心到所选参考系的距离。{\displaystyle A}是特定部分的面积。
当一个复杂几何图形可以分成一些已知的简单几何图形时，先计算各部分的面积中心，然后通过下面一般的公式计算整个图形的面积中心：
{\displaystyle {\overline {x}}={\frac {\sum {\overline {x_{i}}}A_{i}}{\sum A_{i}}}}
{\displaystyle {\overline {y}}={\frac {\sum {\overline {y_{i}}}A_{i}}{\sum A_{i}}}}
这里从y-轴到中心的距离是{\displaystyle {\overline {x}}}，从x-轴到中心的距离是{\displaystyle {\overline {y}}}，中心的坐标是{\displaystyle ({\overline {x}},{\overline {y}})}。

## 积分公式
一个平面图形的中心的横坐标（x轴）由积分
{\displaystyle C_{x}={\frac {\int xf(x)\;dx}{\int f(x)\;dx}}}给出。
这里 {\displaystyle f(x)} 是对象位于在横坐标x点y轴上的长度，是在x图形的测度。这个公式能由区域关于y-轴的第一矩得出。
这个过程等价于取加权平均。假设y-轴表示频率，x-轴表示欲求平均值的变量，那么沿着x-轴的中心即  {\displaystyle {\bar {x}}}。从而中心可以想象成表示特定形状的许多无限小元的加权平均。
对任意维数 {\displaystyle n}，由相同的公式得出{\displaystyle \mathbb {R} ^{n}}中一个对象的中心第一个坐标，假设 {\displaystyle f(x)} 是对象在坐标x的截面（也就是说，对象中第一个坐标为x的所有点的集合）的{\displaystyle (n-1)}-维测度。
注意到分母恰是对象的n- 维测度。特别的，在 {\displaystyle f} 为正规时，即分母为1，中心也称为 {\displaystyle f} 的平均。
当对象的测度为0或者积分发散，这个公式无效。

## 圆锥和棱锥的中心
圆锥或棱锥的中心位于连接顶点和底的中心的线段上，分比为3:1。

## 对称中心
如果中心确定了，那么中心是所有它对称群的不动点。从而对称能全部或部分确定中心，取决于对称的种类。另外可以知道，如果一个对象具有传递对称性，那么它的中心是不确定的或不在内部，因为一个传递变换群没有不动点。

## 地理中心
地理学中，地球表面一个区域的几何中心也称为地理中心。